# Morioka
Morioka (盛岡市?, Morioka-shi) è una città giapponese, capitale della prefettura di Iwate.

## Amministrazione

### Gemellaggi
Morioka è gemellata con:
 Victoria, dal 1985